# Nine cubes
《nine cubes》為日本女歌手華原朋美的第3張錄音室專輯，由小室哲哉製作。

## 說明
- 移籍華納音樂後的首張專輯。
- 標題的含義為「除去最後的純音樂曲後的九首小小歌曲」。
- 小室當初認為剛出道的華原是「短跑選手」，但看著華原自出道至此能獲得的已全都獲得，定下了「即將成為長跑選手，所以來一次純粹的視線回顧」的主題。小室亦評論說「在各種意義上這張專輯已接近於華原的大更新了」。
- 音色上的目標概念為：「盡量避免流行元素，繼續保持普遍的大眾曲風」、「以所謂『遠望美景清晰地映入眼簾之時，發現已經自然地緩緩到來了』為視角的聲音」。

## 收錄歌曲
全碟作詞・作曲・編曲：小室哲哉
1. daily news
2. needs somebody's love
3. あなたについて
4. here we are (album version)
5. さがしもの
6. winding road
7. storytelling
  - 在前作《storytelling》中為純音樂，本作則以歌曲形式收錄。
  - 華原表示這首歌曲的概念為「故事還在繼續」。
8. tumblin' dice (album version)
9. waiting for your smile
10. sagashimono -reprise-